# Рио-Саладо (приток Лоа)
Рио-Саладо (исп. Río Salado) — река на севере Чили в области Антофагаста. Левый приток реки Лоа.

## Описание
Река начинается в месте слияния 30 термальных источников, берущих своё начало из гейзерного поля Эль-Татио. Рио-Саладо течёт на юг на коротком промежутке реки, поворачивает на запад и продолжает движение в каньоне между скал вулканического происхождения.
В среднем течении в реку впадают Токонсе на северной стороне и Каспана на южной стороне. В этой области часть реки и её притоков отводится для обеспечения Антофагасты, Токопильи и нескольких других населённых пунктов питьевой водой.
Дальше река течёт по долине, которую используют для выпаса скота жители населённых пунктов Токонсе, Каспана и Айкина. Потом Саладо течёт по глубокому каньону, называемому «Чёртов мост», вырезанному в риолите шириной 5 метров.
Наконец, Саладо впадает в реку Лоа примерно в 3 км к югу от Сан-Франсиско де Чью-Чью.